# Parc nacional de Vaixlòvani
El Parc nacional de Vaixlòvani (georgià: ვაშლოვანის ეროვნული პარკი) és un parc nacional situat a la part oriental de Geòrgia i es va establir el 1935 per preservar els seus únics boscos poc profunds. L'abril de 2003 la zona de la Reserva es va ampliar a 84,80 km² i es va crear el Parc nacional de Vaixlòvani (251,14 km²).
La zona es caracteritza pel seu clima sec, situat a només 150-50 metres sobre el nivell del mar.
La reserva estatal de Vaixlòvani destaca per les seves àrees úniques de vegetació estepària desèrtica i semidesèrtica i els boscos àrids i caducifolis, semblants a les terres dolentes. També és la llar dels grans penya-segats dels canons, coneguts a la zona com les "muralles afilades", i de les magnífiques planes i boscos inundables d'Alazani.

## Flora i fauna
Entre les característiques especials hi ha l'aparició de pistatxers salvatges, peònies i diversos tipus d'orquídies, a més d'algunes espècies de plantes endèmiques. La fauna inclou 25 espècies de rèptils, incloses espècies com Macrovipera lebetinus i Eryx jaculus. Entre les més de 100 espècies d'ocells autòctons hi ha l'àguila imperial oriental, el voltor negre, els faisans i la rara cigonya negra. Entre les 46 espècies de mamífers s'inclouen els xacals comuns, guineus rojes, llops, linxs nòrdics, ossos bruns, gats de la jungla i porcs espins. El 2003, la primera vegada que es va descobrir la pista d'un lleopard caucàsic, l'any següent, es va enregistrar per primera vegada un lleopard a la zona del parc nacional amb una trampa de càmera.